# Championnat de Jamaïque de rugby à XIII
Le championnat de Jamaïque de rugby à XIII, est une compétition annuelle mettant aux prises les meilleurs clubs de rugby à XIII de Jamaïque. Organisé par la Jamaica Rugby League Association, et de création récente, mais maintenant bien établi, sa formule est appelée à évoluer pour s'ajuster au développement du rugby à XIII dans ce pays.
Il rassemble en 2018 six équipes : les Duhaney Red Sharks, les Washington Boulevard Bulls, les GC Foster, les forces de défense de Jamaïque, les Vikings de Spanish Town et les Dragons de Liguanea.
Il s'agit d'une compétition estivale, disputée chaque année du mois de juin au mois de septembre, avec une première phase de classement et une deuxième phase d'élimination directe, les deux premiers étant qualifiés, des play-offs étant joués par les équipes classées de la troisième à la sixième place.